# 18458 Цезар
18458 Цезар (18458 Caesar) — астероїд головного поясу, відкритий 5 березня 1995 року.
Тіссеранів параметр щодо Юпітера — 3,573.